# Moewe
Die Moewe ist ein Besanewer, der 1907  von der Werft von Johann Heinrich Fack in Itzehoe für Martin N. Fischer aus Wilster abgeliefert wurde.

## Geschichte
Die  Ewer sind seit 1252 als Schiffstyp bekannt und wurden etwa seit 1800 in der Nord- und Ostsee eingesetzt. Ewer mit zwei Masten werden als Besanewer bezeichnet. Die Moewe wurde von Fischer als Frachtsegler betrieben und transportierte vorwiegend Kohlen von Hamburg nach Lägerdorf und Zement von der Lägerdorfer Zementfabrik nach Hamburg. Um die Schleuse und Brücken des Lägerdorfer Kanals passieren zu können, wurde er als sogenannter Lägerdorfer Ewer gebaut und es durfte die Breite von 4,20 Meter wegen der Breitenburger Stördeichschleuse bei Münsterburg nicht überschritten werden. 
Nach dem Verkauf wurde die Moewe für den Einsatz in der Binnenschifffahrt umgebaut. Dazu wurde der Besanmast entfernt, das Schiff um 5 Meter verlängert und ein Motor eingebaut.
In den 1960er Jahren wurde der Ewer als Frachtschiff außer Dienst gestellt und anschließend als Wohnschiff genutzt und vom nächsten Eigner sowohl motorseitig als auch an Deck umgestaltet. 1977 übernahm der nächste Eigner, der Holzschnitzer Bernd Alm aus Hamburg, das Schiff. Er stellt den ursprünglichen Zustand wieder her. Dazu wurde der Besanmast wieder aufgestellt, der Ewer wieder verkürzt, weitgehend restauriert und außerdem mit vielen aufwendigen Schnitzereien versehen. 
Nach einer längeren Aufliegezeit wurde der Ewer 1997 dem Museumshafen Oevelgönne als neuer Eigner übergeben und seitdem vom Förderkreis Möwe betreut. 1984 wurde die Moewe durch den International Congress of Maritime Museums in Hamburg für originalgetreue Restaurierung ausgezeichnet.

## Technische Beschreibung
Der aus Stahl genietete und als Gaffelketsch getakelte Besanewer hat eine Segelfläche von rund 150 m² und einen Plattboden. Er ist bei einer Länge von rund 18 Meter, einer Breite von 4,1 Meter und einem Tiefgang von 1 Meter mit 31 BRT vermessen. Die Antriebsleistung der Maschine beträgt 28 PS. Er ist für die Unterbringung von 12 Personen eingerichtet.